# SN 2001ck
SN 2001ck – supernowa typu Ia odkryta 3 czerwca 2001 roku w galaktyce UGC 9425. W momencie odkrycia miała maksymalną jasność 17,20m.